# Chaetopisthes simplicipes
Chaetopisthes simplicipes är en skalbaggsart som beskrevs av Raffaello Gestro 1891. Chaetopisthes simplicipes ingår i släktet Chaetopisthes och familjen Aphodiidae. Inga underarter finns listade i Catalogue of Life.